# Jimmy Woudstra
Jimmy Woudstra (22 giugno 1952) è un ex cestista olandese.

## Carriera
Con i Paesi Bassi ha disputato due edizioni dei Campionati europei (1977, 1979).